# Bisdom Eichstätt

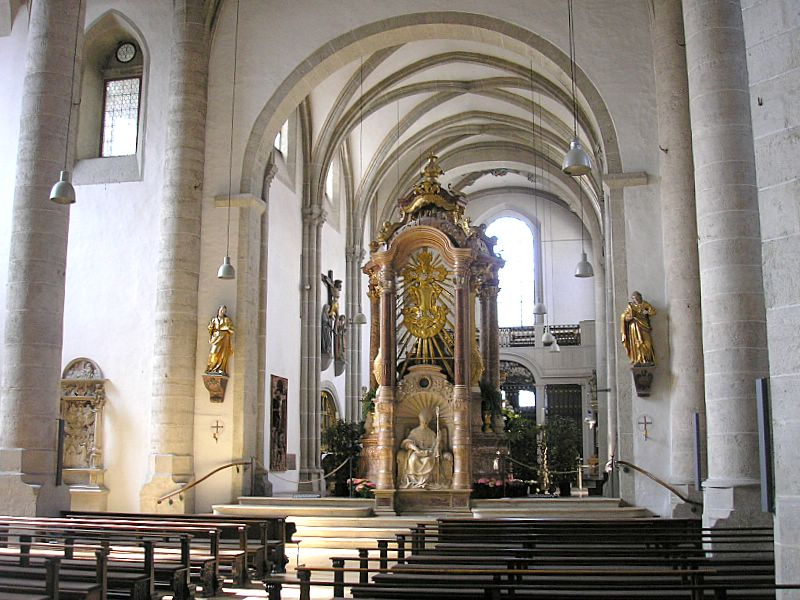
Willibaldkoor in de kathedraal van Eichstätt

Het bisdom Eichstätt (Duits: Bistum Eichstätt; Latijn: Dioecesis Eystettensis) ligt in het mid-zuiden van Duitsland, in de kerkprovincie Bamberg.

## Geschiedenis
Het bisdom werd in de 8e eeuw gesticht, door Bonifatius. Willibald van Eichstätt was de eerste bisschop.

## Lijst van bisschoppen van Eichstätt
- 29-10-1415 - 03-06-1429: Johann von Heideck
- 01-10-1445 - 01-01-1464: Johann von Eych
- 16-01-1464 - 09-11-1496: Wilhelm von Reichenau
- 02-03-1497 - 30-10-1535: Gabriel von Eyb
- 14-12-1535 - 13-06-1539: Christoph Marschalk zu Pappenheim
- 26-06-1539 - 06-12-1552: Moritz von Hutten
- 22-02-1553 - 04-07-1560: Eberhard von Hirnheim
- 04-09-1560 - 28-06-1590: Martin von Schaumberg
- 28-01-1591 - 02-04-1595: Kaspar von Seckendorff
- 02-04-1595 - 07-11-1612: Johann Konrad von Gemmingen
- 28-01-1613 - 28-07-1937: Johann Christoph von Westerstetten
- 16-11-1637 - 18-01-1685: Marquard von Schenk von Castell
- 07-07-1687 - 06-03-1697: Johann Euchar von Schenk von Castell
- 07-04-1698 - 06-12-1704: Johann Martin von Eyb
- 27-04-1705 - 27-04-1725: Johann Anton von Knebel von Katzenellenbogen
- 26-09-1725 - 19-09-1736: Franz Ludwig von Schenk von Castell
- 07-06-1737 - 30-04-1757: Johann Anton von Freyberg-Hopferau
- 25-09-1757 - 13-01-1781: Raymund Anton von Strasoldo
- 17-09-1781 - 23-06-1790: Johann Anton von Zehmen
- 11-04-1791 - 06-04-1818: Joseph von Stubenberg
- 24-05-1824 - 24-04-1825: Petrus Pustet
- 26-06-1825 - 31-01-1835: Johann Friedrich Oesterreicher
- 06-04-1825 - 15-10-1835: Johann Martin Manl
- 11-07-1836 - 12-07-1841: Karl August von Reisach
- 21-12-1846 - 06-02-1866: Georg von Oettl
- 22-02-1867 - 05-09-1905: Franz Leopold von Leonrod
- 11-12-1905 - 22-06-1932: Johannes Leo von Mergel, O.S.B.
- 09-09-1932 - 05-07-1935: Konrad von Preysing Lichtenegg-Moos
- 04-11-1935 - 05-05-1948: Michael Rackl
- 23-07-1948 - 02-01-1968: Joseph Schröffer
- 28-05-1968 - 01-06-1983: Alois Brems
- 17-04-1984 - 25-03-1995: Karl Heinrich Braun
- 24-02-1996 - 16-07-2005: Walter Mixa
- 14-10-2006 - heden: Gregor Maria Franz Hanke, O.S.B.